# Opel P4
Opel P4 — небольшой автомобиль производства компании Opel. С сентября 1935 по декабрь 1937 года на заводе в Рюссельсхайме было выпущено 65864 единиц. Конструктивно был основан на Opel 1,2 Liter, но немного изменён внешне и внутренне. После двух лет производства был заменён на Opel Kadett, выпускавшийся с 1936 года.

## Цена
Начальная цена P4 составляла 1650 рейхсмарок для стандартной модели и 1880 рейхсмарок для полукабриолета. С конца 1936 года и седан и полукабриолет продавались по «Зимней цене» за 1450 рейхсмарок. Автомобиль был доступен для большой части населения со средним ежемесячным доходом в 250 рейхсмарок.
Фургон продавался за 1890 рейхсмарок.

## Кузов и шасси
Кузов представляет собой тонкую металлическую оболочку на деревянном каркасе и расположен на раме из П-образных лонжеронов. Передний и задний мосты стоят на рессорах и дополнены гидравлическими амортизаторами. Колодки механических тормозов приводятся в действие тросом как с педали, так и с ручного рычага стояночного тормоза.
Изначально были доступны только два цвета — серый и темно-синий, оба с черными крыльями. Откидной верх полукабриолета изготавливался из серого холста.
Приборная панель оборудована двумя большими круглыми индикаторами жёлтого цвета с зеленой подсветкой, которые включают спидометр, одометр, датчик топлива и масляный манометр. Также на панели располагаются переключатели фар, стеклоочистителя и показателей поворота. Справа от приборов находится перчаточный ящик.
На правом крыле установлено запасное колесо.

## Двигатель
Двигатель был создан на основе четырехцилиндрового двигателя автомобиля Opel 1,2 liter с водяным охлаждением, боковым расположением клапанов, рабочим объёмом 1,1 литра. Новый двигатель P4 был разработан с меньшим ходом поршней. Диаметр поршня  — 67,5 мм, ход — 75 мм, в отличие от 65 и 90 мм соответственно у предшественника. Двигатель имеет мощность 23 л. с. на 3400 оборотах в минуту. Автомобиль может развить максимальную скорость в 85 км/ч.
Аналогичный двигатель устанавливали до 1940 года на Opel Kadett. После войны его модификацией комплектовался Москвич-400.
Автомобиль имеет привод на задние колеса. Топливо подается бензонасосом, установленным на двигателе. Потребление обычного бензина с низким октановым числом составляет 8-10 литров на 100 км. Бензобак ёмкостью 25 литров располагается за задним мостом.
Электросистема питается от 6-вольтового аккумулятора, установленного под передним сиденьем. Стартёр приводится в действие ножной педалью.